# 美国海军舰队与加拿大灯塔的对话
美国海军舰队与加拿大灯塔的对话是一则都市传说，内容是一艘正处在与灯塔碰撞航向上的海军舰船与该灯塔之间的通讯对话。这艘海军舰船通常描述成美国海军的战舰或航空母舰，其将灯塔误认为是另一艘船只，并要求对方改变航向。另一方（通常描述成加拿大灯塔）则回应要求舰队转向，随后舰船的舰长亮明己方身份并略带威胁地重申了立场，最后灯塔回应调侃道：“这里是灯塔，你自己決定”（或类似的意思），成为整则故事的笑点。
这则故事自1995年起就开始在网络和其他地方流传开来，并描述成是美國海軍作戰部長室公布的真实无线电通话抄本。实际上没有证据表明这起事件确实发生过，故事内容也并不像是真实的。因此它被认为是一个都市传说，是由一个至少在20世纪30年代就出现的笑话演变而来的，有时称为是“灯塔对航母”或是“灯塔对战舰”。美国海军专门开设了一个网页辟谣。尽管如此，前美国國家情報總監麦克·麦康奈尔卻曾在2008年的一場演說中表示這是一項真實紀錄。其他演讲者常常将其作为一个寓言故事，告诫听众不会变通以及自大的危害，学会了解自我的处境。2004年一家瑞典公司将其改编并运用在一个获奖电视广告中。

## 例子
一篇广泛流传的版本是这样的：
|  | 这是发生在1995年10月，加拿大纽芬兰海岸管理局人员与美国海军舰船的真实无线电通话抄本，美国海军总部在1995年10月10日首次公布通话记录。 美国人员：“请改变你的航向朝北15度以避免碰撞” 加拿大人员：“建议你改变你的航向朝南15度以避免碰撞” 美国人员：“这是美国海军军舰舰长，我再说一次，改变你的航向” 加拿大人员：“不，我再说一次，改变你的航向” 美国人员：“这是美国海军林肯号航空母舰，美国大西洋舰队第二大的军舰，我们与三艘驱逐舰、三艘巡洋舰及多艘支援舰同行，我要求你改变拟订航向朝北15度。我再说一次，朝北15度，否则我们将采取反制措施以确保本舰队安全” 加拿大人员：“这里是灯塔，你看著辦” |

其他版本中之船隻名字還有企業號航空母艦、珊瑚海號航空母艦、尼米茲號航空母艦及密蘇里號戰列艦。相遇地點也有普吉特海灣及北卡羅萊納州離岸海域的版本。更有一些版本將地點改在愛爾蘭或蘇格蘭的海岸；一些例子中的船隻被認為是英國船隻，如1998年在愛爾蘭凱里郡離岸海域據稱就發生了這樣的事件 。
也有版本在最後對話前增加了燈塔人員向船長表示自己是一等兵。也有聲稱這對話是由時任美國海軍作戰部長傑里米·布爾達上將根據美國資訊自由法公布的。

## 闢謠
公司所在正是美國一大海軍基地諾福克的《維珍尼亞人導報》（The Virginian-Pilot）曾經為這個傳說在1995年作出調查，包括在線上和線下尋找證據。大西洋艦隊的發言人指這傳說是「完全虛假的故事」。布爾達的辦公室也表示他們從事沒有在相關日子發布過這樣的對話。而其實一些版本中所述的船隻在記載的日子時就已經不再服役（如珊瑚海號在1993年就已拆解），或根本不是航空母艦。
該報接著從其他來源中找出這故事更多的漏洞。負責營運全美所有燈塔的美國海岸防衛隊之發言人表示他們的燈塔很久以前已經轉做全自動操作了，所以如果事件發生在美國海域，根本不可能再有燈塔和船舶的對話。他推測這故事是在海岸防衞隊隊員之間流傳，和美國海軍開的一個玩笑。

四年以後，因為還有人在考據這故事的真確性，美國Fast Company雜誌訪問了前海岸防衛隊員兼志願組織美國燈塔協會會長Wayne Wheeler。他確定這其實是一個古老的故事，且這在他多年接觸燈塔的經驗下认为相當不可能發生。
首先，一座燈塔與一艘船毫不相似，你可以在很遠的地方看見燈塔固定而規律的白色閃光，除非當時有濃霧，可是絕大部分版本根本沒有提及過有霧。另外，船多數是移動中而且很小，船首和船尾都會用顏色燈光。故此這是絕對不可能將兩者混淆的。
一位真實的加拿大燈塔管理員，卑詩省的Jim Abram亦都同意Wayne Wheeler的說法。他對雜誌說：「我曾經在燈塔工作了21年，所有人都認為我所在的是燈塔，沒有說是其他的。」
美國軍官協會說：「如果你不熟悉海軍如何運作，或是不清楚一些簡單事實如全球衛星定位，你很容易相信這故事。」此外，一些版本中有關船艦名稱的歷史繆誤，令組織在其博客上表示，此故事中航空母艦船員無法識別他們已在紐芬蘭島這樣一大片陸地的離岸海域是極不可能。他們还稱每天平均收到三篇有關這故事的轉寄電鄄，收過五十次以後唯一感到有趣的地方就是找出故事描述中有甚麼改動了。

## 歷史
《維珍尼亞人導報》訪問的海軍軍官說他們知道這故事是數十年前的一個笑話。Snopes.com創辦人芭芭拉·米克尔森找出了1995年眾人反覆傳誦該故事以前的多個版本，艾萨克·阿西莫夫將這故事收錄在他1992年出版的笑話集中 ，而史蒂芬·柯維則在他1989年的暢銷書《與成功有約》（The 7 habits Of Highly Effective People）中。且柯維更註引了1987年美國海軍協會出版的Proceedings雜誌。而這些可能全是來自1939年的一本笑話集中一個有關一艘不定期貨船船長及一位燈塔管理員兩個英國受薪階層人士的對話。
自1995年起，儘管有聲音表示這很可能并不真实，该故事也一直被人談論和傳播。2004年，一個瑞典航海導航儀器製造商Silva compass用了這故事創作了一個叫「船長」（The Captain）的廣告。這廣告將地點定在愛爾蘭海，船是美國海軍的蒙大拿號，燈塔管理員就來自一愛爾蘭的燈塔。廣告是英語對白配以瑞典文字幕，並贏得了當年康城國際廣告節的銅獅獎。
2008年，時任國家情報總監的退休將軍約翰·麥可·麥康奈爾在一場於約翰·霍普金斯大學的演講中用了這件趣事做開首，他表示這是一個真實故事。「我從事聆聽其他人說話等事的訊息情報工作」並在說出故事以前就指出：「這是真的，這是一項真實記錄。」接著，其他人就對麥康奈爾這個定論提出疑問，他一位發言人就說麥康奈爾的話只是用來吸引聽眾：「這是一項技巧——喜劇演員經常用這去吸引觀眾。」

## 外部連結
- The Obstinate Lighthouse （页面存档备份，存于） at Snopes.com
- The Lighthouse Joke at navy.mil